# Most Valuable Field
Il Most Valuable Field (in italiano «stadio di maggior valore») è un premio istituito nel 2021 dalla Lega Nazionale Professionisti Serie A, assegnato annualmente al migliore stadio d'Italia.
Il 19 agosto 2021 la Serie A decise di istituire il premio Most Valuable Field, attribuito al terreno di gioco migliore tra quelli in cui si disputa il campionato.

## Criteri per l'assegnazione
A votare per il migliore campo sono il capitano della squadra ospite, il direttore di gara, il regista della produzione televisiva della partita e dei tecnici agronomici della lega. Essi durante ogni singola partita si esprimono riguardo al livello del terreno di gioco: 0 scarso, 1 buono e 3 eccellente.

## Albo d'oro

### 2021-2022[3]
- Stadio Friuli ( Udinese)
- Stadio Atleti Azzurri d'Italia ( Atalanta)
- Juventus Stadium ( Juventus)

### 2022-2023[4]
- Stadio Atleti Azzurri d'Italia ( Atalanta)
- Mapei Stadium - Città del Tricolore ( Sassuolo)
- Stadio Giovanni Zini ( Cremonese)

### 2023-2024[5]
- Juventus Stadium ( Juventus)
- Stadio Atleti Azzurri d'Italia ( Atalanta)
- Mapei Stadium - Città del Tricolore ( Sassuolo)

### 2024-2025[6]
- Stadio Brianteo ( Monza)